# Лысково (Рузский городской округ)
Лысково — деревня сельского поселения Волковское Рузского района Московской области. Численность постоянно проживающего населения — 39 человек на 2006 год. До 2006 года Лысково входило в состав Покровского сельского округа.
Деревня расположена на севере района, примерно в 18 километрах севернее Рузы, у истоков безымянного правого притока реки Озерна. Ближайший населённый пункт — село Покровское — в 1 км на север, высота центра над уровнем моря 224 м.